# Icém
Icém là một đô thị ở bang São Paulo của Brasil. 

## Địa lý

### Thông tin nhân khẩu
Dữ liệu dân số theo điều tra dân số năm 2000
Tổng dân số: 6.772
- Dân số thành thị: 5.747
- Dân số nông thôn: 1.025
- Nam giới: 3.423
- Nữ giới: 3.349

Mật độ dân số (người/km²): 18,65
Tỷ lệ tử vong trẻ sơ sinh dưới 1 tuổi (trên một triệu người): 22,27
Tuổi thọ bình quân (tuổi): 68,12
Tỷ lệ sinh (số trẻ trên mỗi bà mẹ): 2,36
Tỷ lệ biết đọc biết viết: 89,73%
Chỉ số phát triển con người (HDI-M): 0,761
- Chỉ số phát triển con người - Thu nhập: 0,707
- Chỉ số phát triển con người - Tuổi thọ: 0,719
- Chỉ số phát triển con người - Giáo dục: 0,858

(Nguồn: IPEADATA)

### Sông ngòi
- Rio Grande
- Rio Turvo